# Ravnaja
Ravnaja (en serbe cyrillique : Равнаја) est un village de Serbie situé dans la municipalité de Krupanj, district de Mačva. Au recensement de 2011, il comptait 238 habitants.

## Démographie
| 1948 | 1953 | 1961 | 1971 | 1981 | 1991 | 2002 | 2011 |
| ---- | ---- | ---- | ---- | ---- | ---- | ---- | ---- |
| 700  | 732  | 630  | 560  | 456  | 389  | 323  | 238  |

|  |